# 元球

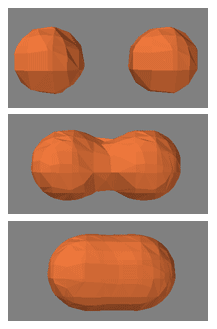
两个变形球

变形球是计算机图形学中的 n 维物体。变形球渲染技术最初是 Jim Blinn 于1980年代初提出的。
每个变形球都是一个 n 维函数，其中最常用的是三维变形球 {\displaystyle f(x,y,z)}。并且每个变形球都有一个定义体积大小的閾值。于是，
{\displaystyle \sum _{i=0}^{n}{\mathit {metaball}}_{i}(x,y,z)\leq {\mathit {threshold}}}
表示 {\displaystyle n} 个变形球表面包围的立体是否包含 {\displaystyle (x,y,z)}。
变形球的一个典型函数是 {\displaystyle f(x,y,z)=1/((x-x_{0})^{2}+(y-y_{0})^{2}+(z-z_{0})^{2})}，其中 {\displaystyle (x_{0},y_{0},z_{0})} 是变形球的中心。但是由于涉及到除法运算，所以计算开销很大。正因为如此，所以通常使用近似多项式函数表示。
有许多方法可以将变形球渲染到屏幕上，其中两种最常用的方法是强力光线投射以及行进立方（marching cubes）算法。
在1990年代二维变形球的使用非常广泛，在 XScreensaver 模块中也有这种效果。

## 其它阅读材料
- Blinn, James F.  "A Generalization of Algebraic Surface Drawing." ACM Transactions on Graphics 1(3), July 1982, pp. 235–256.